# Lista de jogos para Sega CD

## Games
| Título(s)                                                                                                 | Desenvolvedor(a)                  | Publicador(a)                | Ano de lançamento |
| --- | --------------------------------- | ---------------------------- | ----------------- |
| 3 Ninjas Kick Back                                                                                        | Malibu Interactive                | Sony Imagesoft               | 1994              |
| Adventures of Batman & Robin, The                                                                         | Clockwork Games                   | Sega                         | 1995              |
| Adventures of Willy Beamish, The                                                                          | Sierra                            | Dynamix                      | 1993              |
| After Armageddon Gaiden                                                                                   | Micro Design                      | Sega                         | 1994              |
| After Burner III                                                                                          | CSK Research Institute            | Sega                         | 1992              |
| Aisle Lord                                                                                                | Wolf Team                         | Wolf Team                    | 1992              |
| Alshark                                                                                                   | Popcorn Software                  | Polydor                      | 1993              |
| Android Assault: The Revenge of Bari-Arm •Bari-ArmJP                                                      | Human Entertainment               | Big Fun Games                | 1994              |
| Anetto Futatabi                                                                                           | Wolf Team                         | Wolf Team                    | 1993              |
| Animals, The                                                                                              | Arnowitz Studios                  | Software Toolworks           | 1994              |
| Arcus 1-2-3                                                                                               | Wolf Team                         | Wolf Team                    | 1993              |
| Arslan Senki                                                                                              | Sega                              | Sega                         | 1993              |
| A/X-101                                                                                                   | Micronet                          | Absolute Entertainment       | 1994              |
| Bakuden: The Unbalanced Zone                                                                              | Sony Music Entertainment          | Sony Music Entertainment     | 1994              |
| Batman Returns                                                                                            | Malibu Interactive                | Sega                         | 1993              |
| Battle Frenzy •BloodshotEU                                                                                | Domark                            | Acclaim Entertainment        | 1995              |
| Battlecorps                                                                                               | Core Design                       | Victor Interactive           | 1993              |
| BC Racers •Stone RacersEU                                                                                 | Core Design                       | Time Warner Interactive      | 1995              |
| Bill Walsh College Football                                                                               | High Score Productions            | Electronic Arts              | 1993              |
| Black Hole Assault                                                                                        | Micronet                          | Bignet USA                   | 1992              |
| Bouncers                                                                                                  | Dynamix                           | Sega                         | 1995              |
| Bram Stoker's Dracula                                                                                     | Psygnosis                         | Sony Imagesoft               | 1993              |
| Brutal: Paws of Fury                                                                                      | Imagitec Design                   | GameTek                      | 1993              |
| Burai | Pandora's Box                     | Sega                         | 1992              |
| Cadillacs and Dinosaurs: The Second Cataclysm                                                             | Capcom                            | Rocket Science Games         | 1994              |
| Capcom no Quiz: Tonosama no Yabou                                                                         | Sims Computing Inc.               | Capcom                       | 1992              |
| Captain Tsubasa                                                                                           | Tecmo                             | Tecmo                        | 1994              |
| Championship Soccer '94 •Sensible SoccerEU                                                                | Sensible Software                 | Sony Imagesoft               | 1993              |
| Chuck Rock                                                                                                | Core Design                       | Sony Imagesoft               | 1992              |
| Chuck Rock II: Son of Chuck                                                                               | Core Design                       | Virgin Games                 | 1992              |
| Cliffhanger                                                                                               | Malibu Interactive                | Sony Imagesoft               | 1993              |
| Cobra Command •Thunder Storm FXJP                                                                         | Wolf Team                         | Sega                         | 1992              |
| Colors of Modern Rock                                                                                     | Sega                              | Sega                         | 1993              |
| Compton's Interactive Encyclopedia                                                                        | The Learning Company              | Sega                         | 1994              |
| Corpse Killer †                                                                                           | Digital Pictures                  | Sega                         | 1994              |
| Cosmic Fantasy Stories                                                                                    | Riot                              | Nihon Telenet                | 1992              |
| Crime Patrol                                                                                              | American Laser Games              | American Laser Games         | 1994              |
| Cyborg 009                                                                                                | Riot                              | Nihon Telenet                | 1993              |
| Daihoushinden                                                                                             | Victor Interactive                | Sega                         | 1994              |
| Dark Wizard                                                                                               | Renovation Products               | Sega                         | 1993              |
| Death Bringer: The Knight of Darkness                                                                     | Riot                              | Nihon Telenet                | 1992              |
| Demolition Man                                                                                            | Alexandria, Inc.                  | Acclaim Entertainment        | 1995              |
| Detonator Organ                                                                                           | Hot B                             | Hot B                        | 1992              |
| Devastator                                                                                                | Wolf Team                         | Wolf Team                    | 1993              |
| Double Switch                                                                                             | Digital Pictures                  | Sega                         | 1993              |
| Dracula Unleashed                                                                                         | ICOM Simulations                  | Sega                         | 1993              |
| Dragon's Lair                                                                                             | Don Bluth Studios                 | Readysoft                    | 1994              |
| Dune | Cryo Interactive                  | Virgin Interactive           | 1993              |
| Dungeon Explorer                                                                                          | Hudson Soft                       | Sega                         | 1994              |
| Dungeon Master II: The Legend of Skullkeep                                                                | JVC                               | JVC                          | 1994              |
| Dynamic Country Club                                                                                      | Sega                              | Sega                         | 1993              |
| Earnest Evans                                                                                             | Wolf Team                         | Telenet                      | 1991              |
| Earthworm Jim: Special Edition                                                                            | Shiny Entertainment               | Interplay                    | 1995              |
| Ecco the Dolphin                                                                                          | Novotrade                         | Sega                         | 1993              |
| Ecco: The Tides of Time                                                                                   | Novotrade                         | Sega                         | 1994              |
| Egawa Suguro no Super League                                                                              | Hudson Soft                       | Sega                         | 1993              |
| ESPN Baseball Tonight                                                                                     | Park Place Productions            | Sony Imagesoft               | 1994              |
| ESPN National Hockey Night                                                                                | Park Place Productions            | Sony Imagesoft               | 1994              |
| ESPN NBA HangTime '95                                                                                     | Sony Imagesoft                    | Sony Imagesoft               | 1994              |
| ESPN Sunday Night NFL                                                                                     | Ringler Studios                   | Sony Imagesoft               | 1994              |
| Eternal Champions: Challenge from the Dark Side                                                           | Sega                              | Sega                         | 1994              |
| Eye of the Beholder                                                                                       | Westwood Associates               | Strategic Simulations, Inc.  | 1994              |
| F-1 Circus CD                                                                                             | Nihon Bussan                      | Nichibutsu                   | 1994              |
| Fahrenheit †                                                                                              | Infogrames                        | Sega                         | 1995              |
| Fatal Fury Special •Garou Densetsu SpecialJP                                                              | SNK                               | JVC                          | 1995              |
| Fhey Area                                                                                                 | Wolf Team                         | Wolf Tea                     | 1992              |
| FIFA International Soccer •FIFA International Soccer: Championship EditionEU                              | Extended Play Productions         | Electronic Arts              | 1994              |
| Final Fight CD                                                                                            | Capcom                            | Sega                         | 1993              |
| Flashback: The Quest for Identity                                                                         | Delphine Software                 | U.S. Gold                    | 1993              |
| Flink •The Misadventures of FlinkNA                                                                       | Psygnosis                         | Psygnosis Vic Tokai          | 1994              |
| Formula One World Championship: Beyond the Limit •Heavenly Symphony:Formula One World Championship 1993JP | Fuji Television                   | Sega                         | 1994              |
| Frog Feast                                                                                                | Rastersoft                        | Oldergames                   | 2005              |
| Funky Horror Band                                                                                         | JVC                               | Sega                         | 1991              |
| Gambler Jikko Chuushinha 2                                                                                | Game Arts                         | Game Arts                    | 1992              |
| Game no Kanzume Vol. 1                                                                                    | Sega                              | Sega                         | 1994              |
| Game no Kanzume Vol. 2                                                                                    | Sega                              | Sega                         | 1994              |
| Genei Toshi: Illusion City                                                                                | Micro Cabin                       | Micro Cabin                  | 1993              |
| Genghis Khan II: Clan of the Gray Wolf •Super Aoki Ookami to Shiroki Meshika: Genchou HishiJP             | Koei                              | Koei                         | 1993              |
| Ground Zero: Texas                                                                                        | Digital Pictures                  | Sony Imagesoft               | 1993              |
| Heart of the Alien                                                                                        | Delphine Software                 | Virgin Interactive           | 1994              |
| Heavy Nova                                                                                                | Holocronet                        | Micronet                     | 1991              |
| Heimdall                                                                                                  | Core Design                       | JVC                          | 1994              |
| Hook | Core Design                       | Sony Imagesoft               | 1992              |
| Hot Hits                                                                                                  | Sega                              | Sega                         | 1992              |
| INXS: Make My Video                                                                                       | Digital Pictures                  | Sega                         | 1992              |
| Iron Helix                                                                                                | Drew Pictures                     | Spectrum Holobyte            | 1994              |
| Ishii Hisaichi no Daisekai                                                                                | Sega                              | Sega                         | 1994              |
| Jaguar XJ220                                                                                              | Core Design                       | Core Design, JVC             | 1993              |
| Jango World Cup                                                                                           | JVC                               | JVC                          | 1993              |
| Jeopardy!                                                                                                 | Absolute Entertainment            | Sony Imagesoft               | 1994              |
| Joe Montana's NFL Football                                                                                | Sega                              | Sega                         | 1993              |
| Jurassic Park                                                                                             | Archer Communications             | Sega                         | 1993              |
| Keio Flying Squadron •Keio YugekitaiJP                                                                    | Victor Entertainment              | Sega                         | 1993              |
| Kids on Site                                                                                              | Digital Pictures                  | Sega                         | 1994              |
| Kris Kross: Make My Video                                                                                 | Digital Pictures                  | Sega                         | 1992              |
| Lawnmower Man, The                                                                                        | Sales Curve                       | Time Warner                  | 1994              |
| Lethal Enforcers                                                                                          | Konami                            | Konami                       | 1993              |
| Lethal Enforcers II: Gun Fighters                                                                         | Konami                            | Konami                       | 1994              |
| Links: The Challenge of Golf                                                                              | Access Software                   | Virgin Interactive           | 1995              |
| Loadstar: The Legend of Tully Bodine                                                                      | Rocket Science Games              | Rocket Science Games         | 1994              |
| Lords of Thunder •A-Rank Thunder TanjouhenJP                                                              | Hudson Soft                       | Sega                         | 1995              |
| Lunar: Eternal Blue                                                                                       | Game Arts                         | Working Designs              | 1994              |
| Lunar: The Silver Star                                                                                    | Game Arts                         | Working Designs              | 1992              |
| Mad Dog McCree                                                                                            | American Laser Games              | American Laser Games         | 1993              |
| Mad Dog II: The Lost Gold                                                                                 | American Laser Games              | American Laser Games         | 1994              |
| Mahou no Shoujo: Silky Lip                                                                                | Riot                              | Telenet                      | 1992              |
| Mansion of Hidden Souls •Shinsetsu Yumeni Yataka no MongatariJP •Yumeni Mystery MansionEU                 | System Sacom                      | Vic Tokai                    | 1993              |
| Marky Mark and the Funky Bunch: Make My Video                                                             | Digital Pictures                  | Sega                         | 1992              |
| Mary Shelley's Frankenstein                                                                               | Psygnosis                         | Sony Imagesoft               | 1994              |
| Masked Rider •Kamen Rider ZoJP                                                                            | Toei Animation                    | Toei Animation               | 1994              |
| MegaRace                                                                                                  | Cryo Interactive                  | Software Toolworks           | 1994              |
| Mega Schwarzschild                                                                                        | Kogado Studio                     | Sega                         | 1993              |
| Mickey Mania: The Timeless Adventures of Mickey Mouse                                                     | Traveller's Tales                 | Sony Imagesoft               | 1994              |
| Microcosm                                                                                                 | Psygnosis                         | Sony Imagesoft               | 1994              |
| Midnight Raiders                                                                                          | Digital Pictures                  | Sega                         | 1994              |
| Might and Magic III: Isles of Terra                                                                       | New World Computing               | CSK                          | 1993              |
| Mighty Morphin Power Rangers                                                                              | Saban Entertainment               | Sega                         | 1994              |
| Mortal Kombat •Mortal Kombat CompleteJP                                                                   | Midway Games                      | Arena Entertainment          | 1994              |
| My Paint: The Animated Paint Program                                                                      | Saddleback Graphics               | Bridgestone Multimedia       | 1993              |
| NBA Jam                                                                                                   | Midway Games                      | Acclaim Entertainment        | 1993              |
| NFL Football Trivia Challenge                                                                             | CapDisc                           | Phillips Interactive         | 1994              |
| NFL's Greatest: San Francisco Vs. Dallas 1978-1993                                                        | Park Place Productions            | Sega                         | 1993              |
| NHL '94                                                                                                   | High Score Productions            | Electronic Arts              | 1993              |
| Night Striker                                                                                             | Taito                             | Taito                        | 1993              |
| Night Trap †                                                                                              | Digital Pictures                  | Sega Tec Toy                 | 1992              |
| Ninja Warriors, The                                                                                       | Natsume                           | Taito                        | 1993              |
| Nobunaga's Ambition 3: The Rising Sun                                                                     | Koei                              | Koei                         | 1994              |
| Nostalgia 1907                                                                                            | Sur de Wave                       | TakerUCO                     | 1993              |
| Novastorm                                                                                                 | Psygnosis                         | Sony Imagesoft               | 1993              |
| Panic! •Switch!JP                                                                                         | Data East                         | Sega                         | 1993              |
| Pitfall: The Mayan Adventure                                                                              | Activision                        | Activision                   | 1994              |
| Popful Mail: Magical Fantasy Adventure                                                                    | Falcom                            | Working Designs              | 1994              |
| Power Factory Featuring C+C Music Factory                                                                 | Digital Pictures                  | Sony Imagesoft               | 1992              |
| Powermonger                                                                                               | Bullfrog Games                    | Electronic Arts              | 1994              |
| Prince of Persia                                                                                          | JVC                               | Sega                         | 1993              |
| Prize Fighter                                                                                             | Digital Pictures                  | Sega                         | 1995              |
| Pro Yakyuu Super League CD                                                                                | Hudson Soft                       | Sega                         | 1992              |
| Psychic Detective vol. 3: Psychic Detective Aya                                                           | DAPS                              | Data West                    | 1993              |
| Psychic Detective vol. 4: Psychic Detective Orgel                                                         | DAPS                              | Data West                    | 1993              |
| Puggsy | Psygnosis                         | Sony Imagesoft               | 1993              |
| Quiz Scramble Special                                                                                     | Sega                              | Sega                         | 1992              |
| Racing Aces                                                                                               | Sega                              | Sega                         | 1993              |
| Radical Rex                                                                                               | Beam Software                     | Activision                   | 1994              |
| Ranma ½: Byukuran Aika                                                                                    | NCS                               | Masaya                       | 1993              |
| RDF Global Conflict                                                                                       | Imagineering                      | Absolute Entertainment       | 1995              |
| Record of Lodoss War                                                                                      | JASPAC                            | Sega                         | 1994              |
| Revenge of the Ninja                                                                                      | Wolf Team                         | Renovation Products          | 1993              |
| Revengers of Vengeance •Battle FantasyJP                                                                  | Micronet                          | Extreme Entertainment        | 1993              |
| Rise of the Dragon                                                                                        | Dynamix                           | Sega Sierra Games            | 1992              |
| Road Avenger •Road Blaster FXJP                                                                           | Wolf Team                         | Renovation Products          | 1992              |
| Road Rash                                                                                                 | Monkey Do Productions             | Electronic Arts              | 1995              |
| Robo Aleste •Denin AlesteJP                                                                               | Compile                           | Tengen                       | 1993              |
| Romance of the Three Kingdoms III: Dragon of Destiny •Gekijoban Sangokushi III                            | Koei                              | Koei                         | 1993              |
| Samurai Showdown •Samurai SpiritsJP                                                                       | SNK                               | JVC                          | 1995              |
| Secret of Monkey Island, The                                                                              | Lucas Arts                        | JVC                          | 1993              |
| Sega Classics Arcade Collection (4-in-1)                                                                  | Sega                              | Sega                         | 1993              |
| Sega Classics Arcade Collection (5-in-1)                                                                  | Sega                              | Sega                         | 1993              |
| Seima Densetsu 3×3 Eyes                                                                                   | Sega                              | Sega                         | 1993              |
| Sengoku Denshou                                                                                           | SNK                               | Sammy Studios                | 1993              |
| Sewer Shark                                                                                               | Digital Pictures                  | Sony Imagesoft               | 1992              |
| Shadow of the Beast II                                                                                    | Psygnosis                         | JVC                          | 1994              |
| Shadowrun                                                                                                 | Compile                           | FASA Interactive             | 1996              |
| Sherlock Holmes: Consulting Detective                                                                     | ICOM Simulations                  | Sega                         | 1992              |
| Sherlock Holmes: Consulting Detective Vol. II                                                             | ICOM Simulations                  | Sega                         | 1992              |
| Shin Megami Tensei                                                                                        | Atlus Software                    | SIMS                         | 1994              |
| Shining Force CD                                                                                          | Sonic Co.                         | Sega                         | 1994              |
| Silpheed                                                                                                  | Game Arts                         | Sega                         | 1993              |
| SimEarth                                                                                                  | Maxis                             | Sega                         | 1993              |
| Slam City with Scottie Pippen †                                                                           | Digital Pictures                  | Acclaim Entertainment        | 1992              |
| Smurfs, The •Les SchtroumpfsGER                                                                           | Virtual Studio                    | Infogrames                   | 1995              |
| Snatcher                                                                                                  | Konami                            | Konami                       | 1994              |
| Sol-Feace                                                                                                 | Wolf Team                         | Sega                         | 1991              |
| Sonic the Hedgehog CD                                                                                     | Sonic Team                        | Sega                         | 1993              |
| Soulstar                                                                                                  | Core Design                       | Time Warner Interactive      | 1994              |
| Space Ace                                                                                                 | Epicenter Interactive             | Readysoft                    | 1993              |
| Space Adventure - Cobra, The: The Legendary Bandit                                                        | Hudson Soft                       | Sega                         | 1995              |
| Spider-Man vs. The Kingpin                                                                                | Sega                              | Sega                         | 1993              |
| Starblade                                                                                                 | Namco                             | Namco                        | 1994              |
| Star Wars Chess                                                                                           | Software Toolworks                | Software Toolworks Mindscape | 1993              |
| Star Wars: Rebel Assault                                                                                  | Lucas Arts                        | JVC                          | 1994              |
| Stellar Fire                                                                                              | Sierra On-Line                    | Dynamix                      | 1993              |
| Supreme Warrior †                                                                                         | Digital Pictures                  | Digital Pictures             | 1994              |
| Surgical Strike †                                                                                         | Code Monkeys Ltd.                 | Sega                         | 1995              |
| Syndicate                                                                                                 | Bullfrog Games                    | Electronic Arts              | 1993              |
| Tenbu: Mega CD Special                                                                                    | Wolf Team                         | Wolf Team                    | 1992              |
| Tenka Fubu                                                                                                | Game Arts                         | Game Arts                    | 1991              |
| Terminator, The                                                                                           | Probe Software                    | Virgin Games                 | 1994              |
| Theme Park                                                                                                | Bullfrog Games                    | Electronic Arts              | 1995              |
| Third World War, The                                                                                      | Micronet                          | Extreme Entertainment        | 1993              |
| Thunderhawk •AH-3 ThunderstrikeNA                                                                         | Core Design                       | JVC Musical Industries       | 1993              |
| Time Gal                                                                                                  | Wolf Team                         | Renovation Products          | 1992              |
| Tokyo Mahjong Gakuen                                                                                      | Asmik                             | Asmik                        | 1996              |
| Tomcat Alley                                                                                              | Code Monkeys Ltd.                 | Sega                         | 1994              |
| Trivial Pursuit                                                                                           | Western Technologies              | Virgin Games                 | 1994              |
| Ultraverse Prime                                                                                          | Malibu Interactive                | Sony Imagesoft               | 1994              |
| Urusei Yatsura: My Dear Friends                                                                           | Game Arts                         | Game Arts                    | 1994              |
| Vay | SIMS                              | Working Designs              | 1993              |
| Warau Salesman                                                                                            | Sega                              | Sega                         | 1993              |
| Wheel of Fortune                                                                                          | Sony Imagesoft                    | Sony Imagesoft               | 1994              |
| Who Shot Johnny Rock?                                                                                     | American Laser Games              | American Laser Games         | 1993              |
| Wild Woody                                                                                                | Sega                              | Sega                         | 1995              |
| Wing Commander                                                                                            | Origin Systems                    | Sega                         | 1994              |
| Winning Post                                                                                              | Koei                              | Koei                         | 1993              |
| Wirehead                                                                                                  | Code Monkeys Ltd. MGM Interactive | Sega                         | 1995              |
| Wolfchild                                                                                                 | Core Design                       | JVC                          | 1993              |
| Wonder Dog                                                                                                | Core Design                       | JVC                          | 1992              |
| WonderMega Collection                                                                                     | Sega                              | JVC                          | 1992              |
| World Cup USA '94                                                                                         | Tiertex Design Studios            | U.S. Gold                    | 1994              |
| WWF Rage in the Cage •WWF Mania TourJP                                                                    | Sculptured Software               | Acclaim Entertainment        | 1993              |
| Yumimi Mix                                                                                                | Game Arts                         | Game Arts                    | 1993              |